# Spigelia paraguayensis
Spigelia paraguayensis är en tvåhjärtbladig växtart som beskrevs av Chod.. Spigelia paraguayensis ingår i släktet Spigelia och familjen Loganiaceae. Inga underarter finns listade i Catalogue of Life.